# Cupra Marittima
Cupra Marittima là một đô thị ở tỉnh Ascoli Piceno ở vùngMarche, cách khoảng 70 km về phía đông nam của Ancona và khoảng30 km northeast of Ascoli Piceno. Đến thời điểm ngày 31 tháng 12 năm 2005, đô thị này có dân số là 5.166 người và diện tích là 17,2 km².

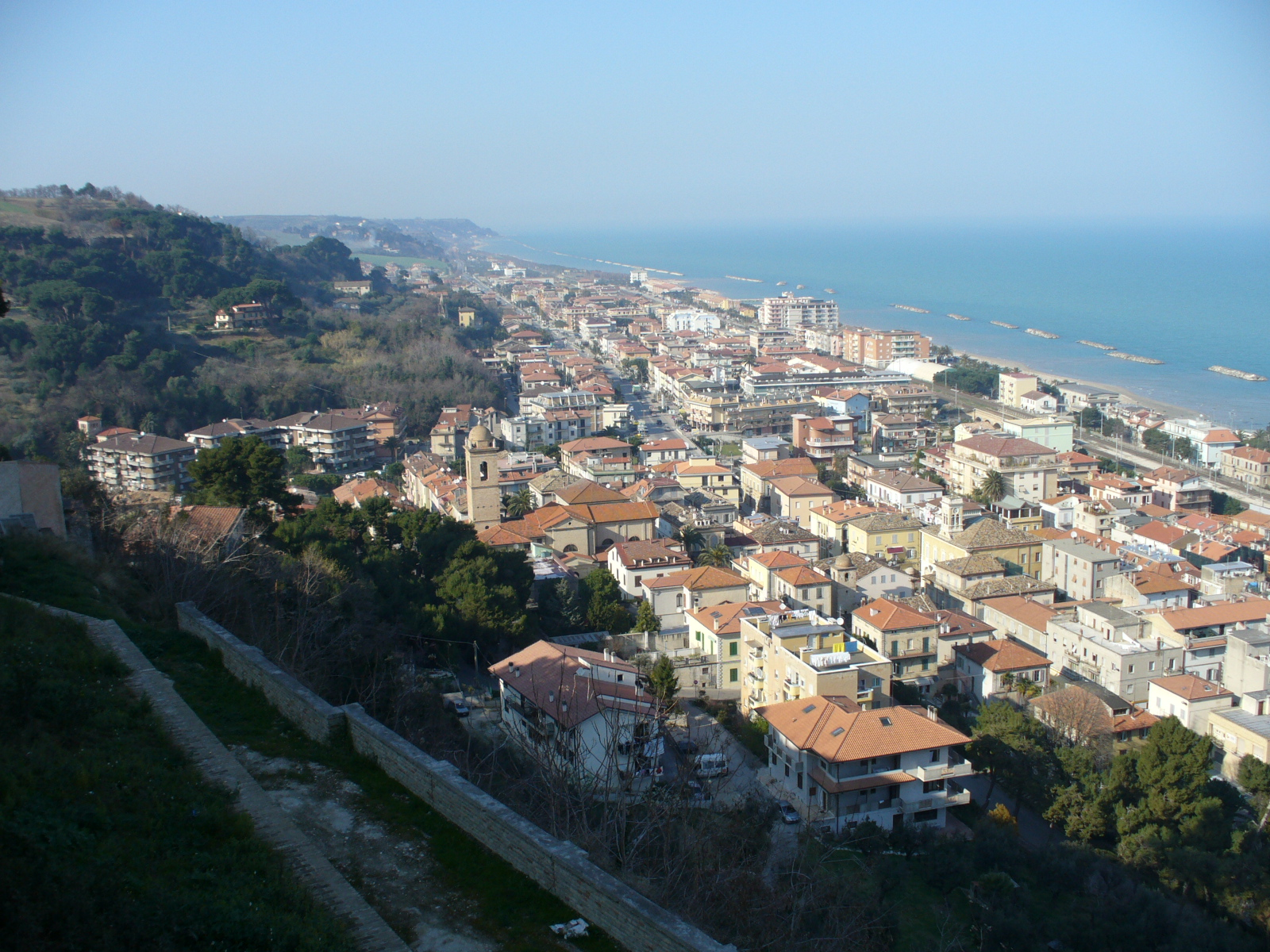
Cupra Marittima.

Cupra Marittima giáp các đô thị: Grottammare, Massignano, Ripatransone.